# Іштван Добі
Іштван Добі (угор. Dobi István, нар. 31 грудня 1898, Комаром, Австро-Угорщина — пом. 24 листопада 1968, Будапешт, Угорська Народна Республіка) — голова Ради міністрів Угорщини в грудні 1948 — серпні 1952 голова Президії Угорщини в серпні 1952 — квітня 1967.

## Біографія
В період Угорської радянської республіки (1919) бився з румунськими військами в складі угорської Червоної Армії. Звільнений з табору військовополонених в 1920 році, приєднується до робітничого руху, потім вступає в Угорську соціал-демократичну партію. У 1921 році він повернувся в своє рідне місто, де жив під наглядом поліції.
У 1936 році переходить в Партію дрібних сільських господарів. У цей час разом з Золтаном Тілді і Ференцом Надєм входив в ліве крило партії, яке прагнуло до співпраці з соціалістичними силами. У роки Другої світової війни в Русі Опору. Був організаційним секретарем Національної селянської Асоціації (1941-43) і президентом організації дрібних землевласників (1943-48).
1947—1959 рр. — Голова Партії дрібних сільських господарів,
1946 і 1948 рр. — Міністр сільського господарства Угорщини,
1948—1952 рр. — Прем'єр-міністр Угорщини,
1952—1968 рр. — Голова Президії ВНР.
З 1959 року в Угорської соціалістичної робітничої партії (УСРП), де відразу ж був введений до складу ЦК.
Лауреат Міжнародної Ленінської премії «За зміцнення миру між народами» (1962), Герой Соціалістичної Праці (1967).